# Kishoreganj Sadar
Kishoreganj Sadar (en bengali : কিশোরগঞ্জ সদর) est une upazila du Bangladesh dans le district de Kishoreganj. En 2007, on y dénombrait 500 208 habitants.